# Antoni Lange (Schriftsteller)

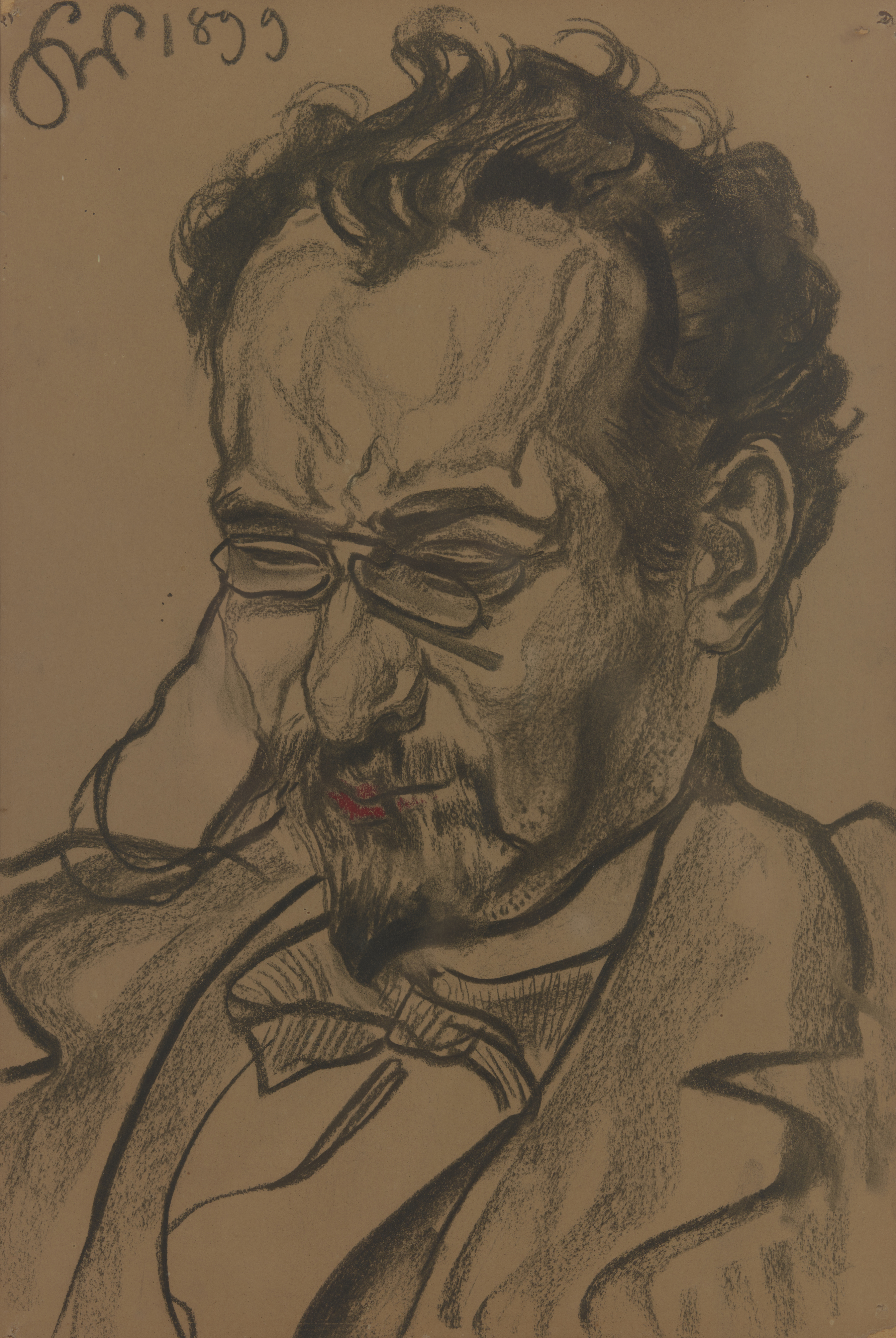
A. Lange porträtiert von Stanisław Wyspiański, 1899

Antoni Lange (* 1861 oder 1863 in Warschau; † 17. März 1929 ebenda) war ein polnischer Lyriker, Philosoph, Schriftsteller und Dramatiker der Junges-Polen-Periode. Er war Vertreter der Dekadenzdichtung, Parnassien und Protagonist der Science-Fiction in der polnischen Literatur.

## Leben
Die meisten Quellen nennen 1861 als sein Geburtsdatum. Lange besuchte das Gymnasium Nr. 5 in Warschau und studierte anschließend an der Biologischen Fakultät der Warschauer Universität, wurde jedoch ca. 1880 wegen seiner Mitwirkung in radikalen, propolnischen Organisationen der Universität verwiesen. Zu der Zeit publizierte er schon patriotische Gedichte unter Pseudonymnamen: Napierski und Antoni Wrzesień. Anschließend fuhr er nach Frankreich und studierte dort an der Pariser Universität weiter. 1890 wurde er von Paris aus literarischer Leiter der Warschauer Zeitschrift  „Życie“ und Korrespondent von „Przegląd Tygodniowy“, „Pobudka“ und „Głos“. 1924 gründete er die literarische Zeitschrift „Astrea“. Nach seiner Rückkehr nach Polen wurde er Mitglied „Straż Piśmiennictwa Polskiego“ (Vorgängerorganisation von Polska Akademia Literatury). In den 1920er Jahren zog er sich vom Gesellschaftsleben zurück, publizierte überwiegend anonym und auch nur sehr wenig.
Lange hat nie geheiratet und keine Kinder gehabt, er starb verarmt am 17. März 1929 in Warschau.

## Werke

### Lyrik
- Pogrzeb Shelleya (1890)
- Wenus żebracza (1890)
- Ballady pijackie (1895)
- Księgi proroków (1895)
- Logos (1895)
- Poezje (I – 1895; II – 1898)
- Pogrobowcom (1901)
- Świat (1901)
- Fragmenta (1901)
- Pocałunki (1902)
- Rozmyślania (1906)
- Pierwszy dzień stworzenia (1907)
- XXVII sonetów (1914)
- Ilia Muromiec (1916)
- Trzeci dzień (1925)
- Groteski. Wiersze ironiczne (1927)
- Rozmyślania. Z nowej serii (1928)
- Gdziekolwiek jesteś (1931)

### Romane und Erzählungen
- Godzina (1894)
- Elfryda: nowele i fantazje (1895)
- Zbrodnia  (1907)
- Dwie bajki (1910)
- Czterdzieści cztery
- Stypa (1911)
- W czwartym wymiarze (1912)
- Miranda (1924)
- Nowy Tarzan (1925)
- Róża polna  (1926)
- Michałki (1926)

### Drama
- Atylla (1898)
- Wenedzi (1909)
- Malczewski (1931)